# بلیزارد انترتینمنت
بلیزارد انترتینمنت (به انگلیسی: Blizzard Entertainment) یک شرکت ناشر و توسعه‌دهنده بازی ویدئویی است که مقر آن در ارواین، کالیفرنیا در آمریکا واقع شده‌است. این شرکت که یکی از زیرمجموعه‌های اکتیویژن بلیزارد است تا به‌حال بازی‌هایی مانند دیابلو، وارکرفت، و استارکرفت را تهیه و به بازار عرضه کرده‌است. کلیه بازی‌های این شرکت در صدر پرفروش‌ترین‌ها قرار داشته‌اند و همگی جایزه‌هایی چند کسب کرده‌اند.

## تاریخچه
شرکت بلیزارد انترتینمنت در سال ۱۹۹۱ با جدا شدن از شرکت اکتیویژن بلیزارد ابتدا با نام سیلیکون اند سینپس در ایروین کالیفرنیا توسط آلن آدهام به‌عنوان رئیس، مایکل مورهایم در مقام مدیر عامل و فرانک پیرس به‌عنوان معاون اجرایی رئیس، تأسیس شد.
با نام‌گذاری بلیزارد انترتینمنت در سال ۱۹۹۴، این شرکت به سرعت یکی از محبوب‌ترین و مورد احترام‌ترین سازندگان بازی‌های کامپیوتری شد. با تمرکز بر ایجاد بازی‌های خوب با طراحی عالی و با قابلیت سرگرمی بالا، بلیزارد از آغاز صاحب یک شهرت بی‌نظیر برای کیفیت عالی محصولاتش شد.
این شرکت توسط مایکروسافت در ۱۸ ژانویه ۲۰۲۲ به مبلغ ۶۸٫۷ میلیارد دلار خریداری کرد.

## محصولات

### سریوارکرفت
- وارکرفت: ارک‌ها و انسان‌ها (WarCraft: Orcs & Humans) سال ۱۹۹۴
- وارکرفت ۲: امواج تاریکی (WarCraft: Tides of Darkness) سال ۱۹۹۵
- وارکرافت ۲: آن‌سوی دروازه تاریک (WarCraft: Beyond the Dark Portal) سال ۱۹۹۶
- وارکرفت ۳: پادشاهی آشوب (WarCraft III: Reign of Chaos) سال ۲۰۰۲
- وارکرفت ۳: تخت یخ‌زده (WarCraft III: Frozen Throne) سال ۲۰۰۳
- دنیای وارکرفت (World of WarCraft) سال ۲۰۰۴
- جهان وارکرفت: نهضت سوزان (World of WarCraft: Burning Crusade) سال ۲۰۰۶
- جهان وارکرفت: خشم پادشاه لیچ (World of WarCraft: Wrath of the Lich King) سال ۲۰۰۸
- جهان وارکرفت: دگرگونی (World of Warcraft: Cataclysm) سال ۲۰۱۰
- جهان وارکرفت: مه‌های پانداریا (World of Warcraft:Mists of Pandaria) سال ۲۰۱۲
- جهان وارکرفت: جنگ‌سالاران درینور (World Of Warcraft:Warlords Of Draenor) سال ۲۰۱۵
- جهان وارکرفت: لشکر (world of warcraft:legion)سال ۲۰۱۶
- جهان وارکرفت: نبرد برای آزروث (World of Warcraft: Battle for Azeroth) سال ۲۰۱۸
- جهان وارکرفت کلاسیک (World of Warcraft Classic) سال ۲۰۱۹
- وارکرفت ۳: بازآفرینی‌شده (Warcraft III: Reforged) سال ۲۰۲۰
- جهان وارکرفت: سرزمین‌های سایه (World of Warcraft: Shadowlands) سال ۲۰۲۰
- دنیای وارکرفت: پرواز اژدها (World of Warcraft: Dragonflight) سال ۲۰۲۳

### سریدیابلو
- دیابلو (DIABLO) سال ۱۹۹۸
- دیابلو ۲ (Diablo II) سال ۲۰۰۰
- دیابلو ۲: ارباب کشتار (Diablo II- Expansion Set: Lord of Destruction) سال ۲۰۰۱
- دیابلو ۳ (Diablo III) سال ۲۰۱۲
- دیابلو جاویدان (Diablo Immortal) معرفی شده در سال ۲۰۱۸ و منتشر شده در ۲۰۲۲ برای پلتفرم موبایل
- دیابلو ۴ (Diablo IV) معرفی شده در سال ۲۰۱۹ و منتشرشده در ۶ ژوئن ۲۰۲۳

### سریاستارکرفت
- استارکرفت (StarCraft) سال ۱۹۹۸
- استارکرفت-بسته گسترش دهنده:حنگ تولیدمثل (StarCraft-Expansion Set: Brood War) سال ۱۹۹۹
- استارکرافت ۲: بال‌های آزادی (StarCraft II: Wings of Liberty) سال ۲۰۱۰
- استارکرفت ۲: قلب ازدحام (StarCraft II: Heart of the Swarm) سال ۲۰۱۳
- استارکرفت ۲: میراث باطل (StarCraft II: Legacy of the Void) سال ۲۰۱۵
- استارکرفت: بازسازی‌شده (StarCraft: Remastered) سال ۲۰۱۷

سری اورواچ
همچنین این شرکت اولین بازی در سبک شوتر اول شخص خود را با نام اورواچ در مه سال ۲۰۱۶ روانه بازار کرد که باعث موفقیت تجاری زیادی برای بلیزارد شد. نسخه دوم این بازی در اکتبر سال ۲۰۲۲ وارد بازار شد.

## جایزه‌ها
- بهترین شرکت چند رسانه‌ای در سال ۱۹۹۹ - انجمن ارشد ناشران نرم‌افزار
- بهترین توسعه دهنده نرم‌افزار سال ۱۹۹۳ - مجله ویدئو گیمز (VideoGames)
- جایزه نور افکن توسعه دهندگان - انجمن توسعه دهندگان بازی‌های رایانه‌ای
- بهترین کارگردان انیمیشن: استارکرافت در سال ۱۹۹۷ - جشن جهانی انیمیشن
- جایزه شایستگی موفقیت مادام العمر برای مایک مورهایم، آلن آدهام و فرانک پیرس - آی جی ان